# Muembe (distrito)
Muembe é um distrito situado na província de Niassa, em Moçambique, com sede na localidade de Muembe. Tem limite, a norte e oeste com o distrito de Sanga, a sul com o distrito de Chimbonila, a sul e este com o distrito de Majune e a este e norte com o distrito de Mavago. 

## Demografia
Em 2007, o Censo indicou uma população de 28 645 residentes. Com uma área de 5526  km², a densidade populacional rondava os 5,18 habitantes por km². Esta população representa um aumento de 53,3% em relação aos 18 680 habitantes registados no Censo de 1997.

## Divisão administrativa
O distrito está dividido em dois postos administrativos (Chiconono e Muembe), compostos pelas seguintes localidades:
- Posto Administrativo de Chiconono:
  - Chiconono
- Posto Administrativo de Muembe:
  - Muembe